# Честное слово третьего подземелья
«Честное слово третьего подземелья» — дебютный альбом группы под заголовком «Иезекииль 25:17 представляет». Альбом по словам самих исполнителей, является сборкой-компиляцией песен, которые были записаны в период с 2002 по 2004 год, на таких студиях звукозаписи, как A-Nik Records, НенормЗвук, Dots Family Records, RGStudio, EL Bonzo SECO Rrecords, Клетка Records.
В этом проекте приняли участие представители независимого русского рэпа, объединённые схожими взглядами на творчество. Презентация альбома состоялась 28 октября 2004 года в клубе «Даунтаун» в Москве, а также 4 ноября в клубе «XL» в Омске.

## Описание
Бледный об альбоме:
…Я бы не назвал это сольным альбомом группы Иезекииль 25:17, — это проект, который был осуществлен под моим чутким руководством. Проект – потому что в нём приняло участие очень много людей, команд. Без этих людей этого альбома бы не было. Я задал вектор, послужил катализатором творческого процесса. Сначала сгенерировал, а потом скоординировал. Но не стоит воспринимать этот проект как хаотичный сборник, все выдержано в рамках одной идеи, от начала и до конца.…

## Список композиций
| №   | Название | Музыка                                         | Длительность |
| --- | --- | ---------------------------------------------- | ------------ |
| 1.  | «Какофония» | Бледный                                        | 1:30         |
| 2.  | «Честное слово третьего подземелья» (уч. DJ Nik One)                                                                                                 | Бледный, A Nik, Зверь                          | 3:49         |
| 3.  | «Андеграунд (предисловие)» (Зверь и Бледный) | Бледный, A Nik                                 | 0:44         |
| 4.  | «Железные с детства» (уч. Удав/Туши Свет, Барбос, Главные Герои, 6-й Отряд, Зверь/Отверженные, Бурый Канадец/Чёрное Золото, Аспид/Смертный Приговор) | Главные герои и 6-й отряд, Бледный, A-Nik      | 6:18         |
| 5.  | «Грязная тупая монотонная музыка» (уч. Sir-J/D.O.B.)                                                                                                 | Канадец, Бледный, A-Nik                        | 4:22         |
| 6.  | «Баратина (предисловие)» | Бледный                                        | 0:20         |
| 7.  | «Книжки» (уч. Руставели/Многоточие и Ант/Отрицательное влияние)                                                                                      | Ант, Бледный                                   | 4:02         |
| 8.  | «Законы жизни» (уч. Зверь/Отверженные) | Зверь, Бледный, A-Nik                          | 2:21         |
| 9.  | «Тупняк (послесловие)» | Зверь                                          | 1:03         |
| 10. | «Гена Гром (предисловие)» | Димон                                          | 0:16         |
| 11. | «Тихо-Тихо» (уч. Многоточие) | Ант, Бледный, Димон                            | 4:08         |
| 12. | «Наш снег (предисловие)» | Бледный                                        | 1:40         |
| 13. | «Признание 55» (уч. Ант/Отрицательное влияние) | Ант, Бледный                                   | 3:54         |
| 14. | «Алдскул (интервью)» |                                                | 0:27         |
| 15. | «3+25:17» (уч. 3db) | Макс, Бледный                                  | 5:37         |
| 16. | «Плагиат» (уч. Пахом, Ант/Отрицательное влияние, Bezobrazer/Nagawanas)                                                                               | Ант, Бледный                                   | 5:33         |
| 17. | «Грузило» (уч. Ант/Отрицательное влияние, Слям и т.к. ШZA/Nagawanas, D-Man/Мятеж)                                                                    | Ант, Бледный                                   | 6:43         |
| 18. | «СМИ (бледная версия)» (уч. Многоточие) | Ант, Бледный, A-Nik, Кузьмитчъ                 | 4:09         |
| 19. | «Зубы» (уч. Сандер/Ртуть) | Сандер, A-Nik, Бледный                         | 3:53         |
| 20. | «Вот и все (предисловие)» |                                                | 0:19         |
| 21. | «Все занова» (уч. Мук/Бланж) | A-Nik, Бледный, Мук                            | 4:34         |
| 22. | «Умер Бедняга» (уч. Ант/Отрицательное влияние) | Ант, Бледный, Пахом, Жэтон                     | 4:20         |
| 23. | «Партизанское радио» (уч. Главные Герои, 6-й Отряд, Мук/Бланж)                                                                                       | Александр Удутый и т.к., Зверь, Бледный, A-Nik | 3:27         |
| 24. | «Здесь все свои» (уч. D-Man/Мятеж, Ант/Отрицательное влияние)                                                                                        | A-Nik, Бледный, Ант                            | 3:43         |

## Участники записи
В скобках указаны номера дорожек в списке композиций.
Музыка
Бледный (1-8, 11-13, 15-19, 21-23.2)
A-Nik (2-5, 8, 18-23.2)
Зверь (2, 8-9, 23.1)
Главные Герои и 6-й Отряд (4)
Канадец (5)
Ант (7, 11, 13, 16-18, 22, 23.2)
Димон (10, 11)
Макс («3db») (15)
Кузьмитчъ (18)
Сандер (19)
Мук (21)
Пахом (22)
Жэтон (22)
Вокал
Тома Амот (2, 4, 19)
Битбокс
MooFF (21)
Скретч
DJ Nik One (2)
Мастеринг
A-Nik
ДизайнБледный, Тюха
ФотоБледный, Василий Пират
По словам Андрея Позднухова, половина треков альбома была записана в Подмосковье, в бане одного из участников группы «Главные Герои и 6-й отряд», а некоторые песни были записаны в шкафу.
Изначально в треке «Книжки», помимо Руставели и Бледного, должны были участвовать Ч-Рэп, White Hot Ice и Сандер.

## Рецензии
Проект, объединивший 10 битмейкеров и 20 МС (Москва, Омск, Нижневартовск), кажется, записан одной группой, настолько сильна их общность и схожесть мыслей. Парни, а скорее, мужчины, наверняка задавившие бы Nelly в подъезде, читают рэп о себе и всем негативном, что окружает их, с таким напором и желанием выплеснуть свои эмоции, что дважды подумаешь прежде чем писать на них биф. А принципиальный подход к «грязному», дешёвому звуку (при возможности писаться хорошо) завершает образ по-хорошему «рэпа из глубинки» — искреннего, без модности и даже подальше от этой модности.
 — пишет Руслан Муннибаев на Rap.ru